# مريم مباركي
مريم مباركي (مواليد 22 يونيو 2003) مبارزة مبارزة جزائرية. شاركت في حدث فويل للسيدات في دورة الألعاب الأولمبية الصيفية 2020. احتلت المركز 33 بعد خسارتها أمام فلورا باشتور ‏ من المجر في دور الـ 64 بنتيجة 8–15

## المسيرة الرياضية
كانت تمارس السباحة في بداية مشوارها الرياضي، وكانت الإنطلاقة في المبارزة سنة 2012، وعمرها لم يكن يتجاوز حينها التسع سنوات مع فريق مولودية الجزائر في صنف الأصاغر ثم الأواسط.
تلقت أول دعوة للمنتخب الوطني سنة 2013، بعدما حقّقت المركز الثاني في البطولة الوطنية، حيث شاركت في بطولة العالم باليونان، ثم شاركت في بطولة البحر المتوسط للشباب بوهران 2015، حيث حققت المركز الثاني.
احتلت المرتبة الأولى في منافسات المرحلة الأولى لكأس الجزائر عند الوسطيات واحتلت في 2017 المركز ال277 عالميا ولم تكمل الرابعة عشر.
مريم مباركي حاصلة على الميدالية الفضية في بطولة المبارزة الأفريقية 2017 [الإنجليزية] بالقاهرة والميدالية البرونزية في بطولة المبارزة الأفريقية 2019 في باماكو.
في أبريل 2021، فازت ببطولة التصفيات الأولمبية الأفريقية في القاهرة، وبذلك حصلت على تأهيلها لأولمبياد طوكيو. بعد فوزها في المرحلة النهائية على منافستها المغربية بنتيجة 15-10 في الدورة التأهيلية المقامة بالعاصمة المصرية القاهرة في اختصاص سلاح الشيش، وكانت قد تجاوزت دور المجموعات محققة انتصارًا واحدًا مقابل هزيمة واحدة، ثم فازت في نصف النهائي على مبارزة من جنوب إفريقيا بنتيجة 15-5.

## روابط خارجية
- مريم مباركي على موقع الاتحاد الدولي للمبارزة (الإنجليزية)
- مريم مباركي على موقع أوليمبيديا (الإنجليزية)